# الاشعإب (المخادر)

تعديل مصدري - تعديل

الاشعاب محلة تابعة لقرية القبعة، التابعة لعزلة بني سرحة بمديرية المخادر إحدى مديريات محافظة إب في الجمهورية اليمنية، بلغ تعداد سكانها 218 حسب تعداد اليمن لعام 2004.